# Boxa amb cangurs

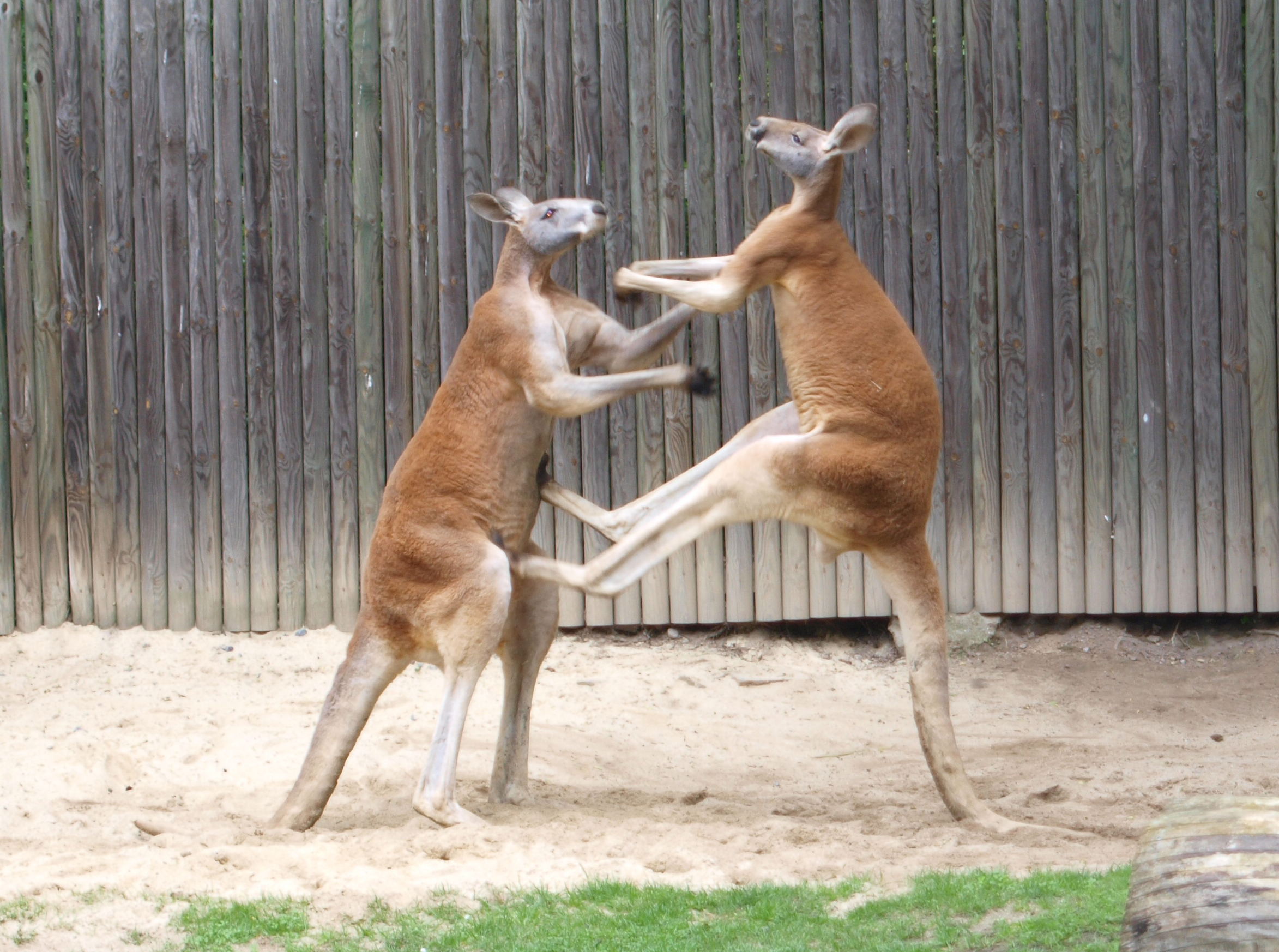
Batalla entre dos cangurs.

La boxa amb cangurs (en anglès boxing kangaroo) és una pràctica d'Austràlia que degut a la seva popularitat ha fet no només del cangur un símbol nacional, sinó també es pot veure en la cultura popular d'aquell país. Avui, però, està prohibida. El cangur és un animal de per ell mateix força combatiu. Aprofitant-t'ho als anys 1920 i 1930 s'organitzaven matxs de boxa entre homes i cangurs. També s'organitzaven combats entre cangurs mateixos. És per aquesta raó que es relaciona ben sovint aquest animal amb la boxa als dibuixos animats.